# Hussa
Hussa was de zevende koning van Bernicia van 585 tot 592. Er is weinig bekend over het leven en de regering van Hussa. De Historia Britonum en de Annales Cambriae verschillen. Er bestaan meningsverschillen over de rangschikking en de regeringsjaren van de koningen tussen de dood van Ida (559) en het begin van de heerschappij van Æthelfrith (592/593).

## Conflict
Hussa regeerde ten tijde van de dood van Urien Rheged, een van de figuren uit de Arthurlegende. Hussa zou in oorlog gelegen hebben met het naburige Koninkrijk Strathclyde en dat ternauwernood hebben overleefd. Ook zijn opvolging liep niet van een leiendak. Het is zeker dat Æthelfrith niet zijn zoon was.